# Cratere Paschen
Paschen è un grande cratere lunare di 127,36 km situato nella parte sud-orientale della faccia nascosta della Luna.